# Censura bajo la dictadura militar en Brasil

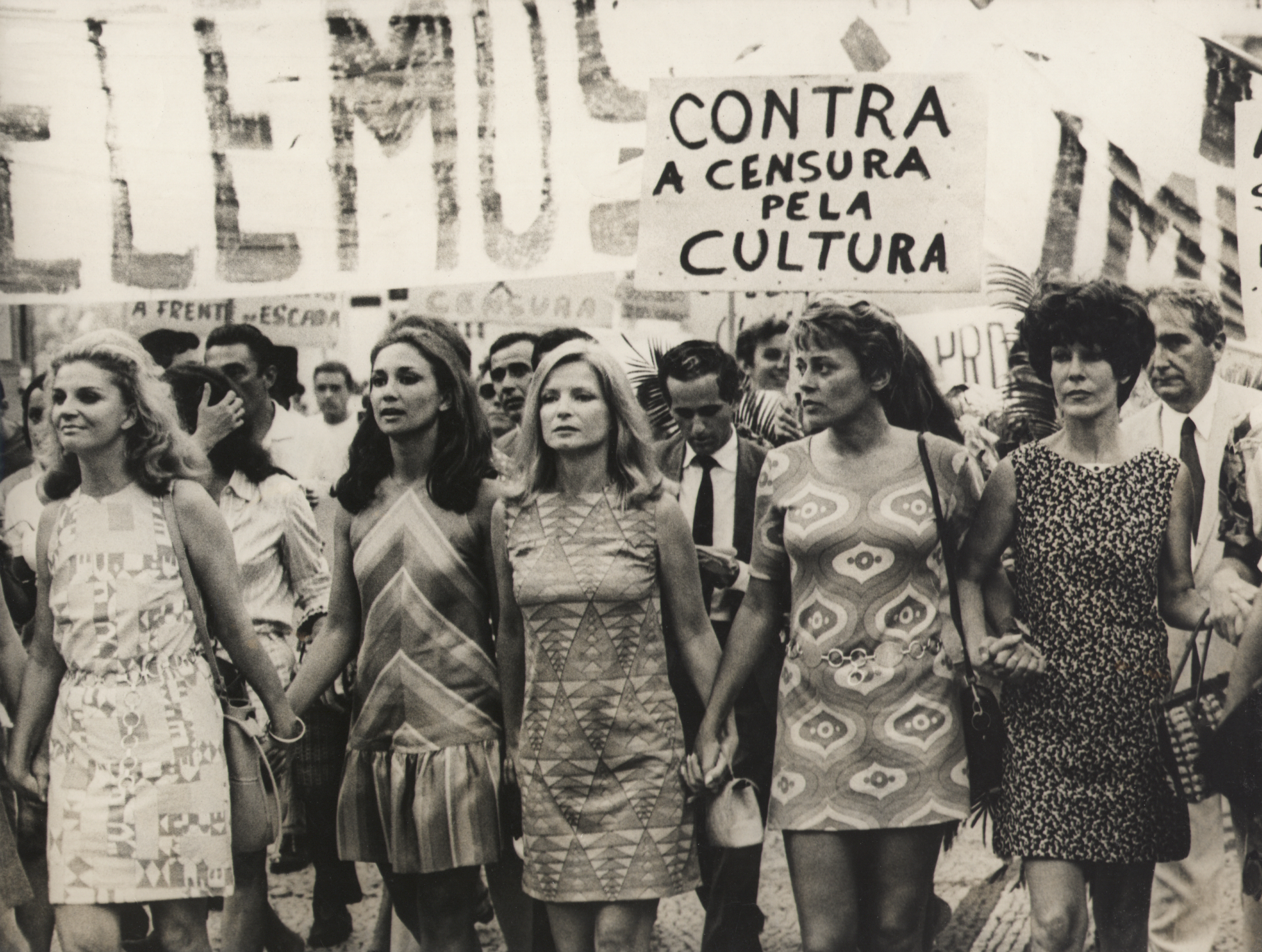
La protesta Cultura contra Censura de febrero de 1968. En esta foto: Tônia Carrero, Eva Wilma, Odete Lara, Norma Bengell y Cacilda Becker.

La dictadura militar en Brasil de 1964-1985 se involucró en la censura de los medios de comunicación, artistas, periodistas y otros que consideró «subversivos», «peligrosos» o «inmorales». El sistema político instalado por el golpe de Estado de 1964 también se propuso censurar material que fuera en contra de lo que llamó moral e bons costumes ('moral y buenas costumbres').
El gobierno prohibió la producción, circulación y reproducción de toda material que consideraran que violaran las disposiciones anteriores. Además de los libros y autores extranjeros, especialmente los de carácter social y político, el Estado prohibió en ese período cerca de unos 140 libros de autores brasileños, tanto de ficción como de no ficción. Entre estos autores brasileños estaban Érico Veríssimo, Jorge Amado, Darcy Ribeiro, Rubem Fonseca, Caio Prado Júnior, Celso Furtado, Ignácio de Loyola Brandão, Dalton Trevisan, Maria da Conceição Tavares, Olímpio Mourão Filho, entre otros, además en ese mismo año hubo muchos asesinatos a familias que escondieran personas ajenas a ella.

## Historia
Al inicio de la dictadura militar, entre el golpe de 1964 y el Acto Institucional Número Cinco en 1968, la censura implicó iniciativas de confiscación con coerción por parte de agentes mal capacitados en puntos de control aleatorios.
A lo largo de la dictadura, la estructura jerárquica de los órganos involucrados en la censura sufrió transformaciones. El Serviço de Censura de Diversões Públicas se estableció originalmente el 26 de diciembre de 1945, bajo Getúlio Vargas. Con el objetivo de centralizar las actividades de censura y uniformar las directivas, la Divisão de Censura de Diversões Públicas (DCDP) fue creada el 2 de junio de 1972, como parte de la Policía Federal de Brasil, subordinada al Ministerio de Justicia y Seguridad Pública.
Ênio Silveira, editor de Civilização Brasileira, fue encarcelado y juzgado varias veces; en mayo de 1965, su arresto motivó una petición firmada por unas mil personas que trabajan en cultura.
La Constitución brasileña de 1967 hizo de la censura una actividad oficial y centralizada del gobierno federal en Brasilia.

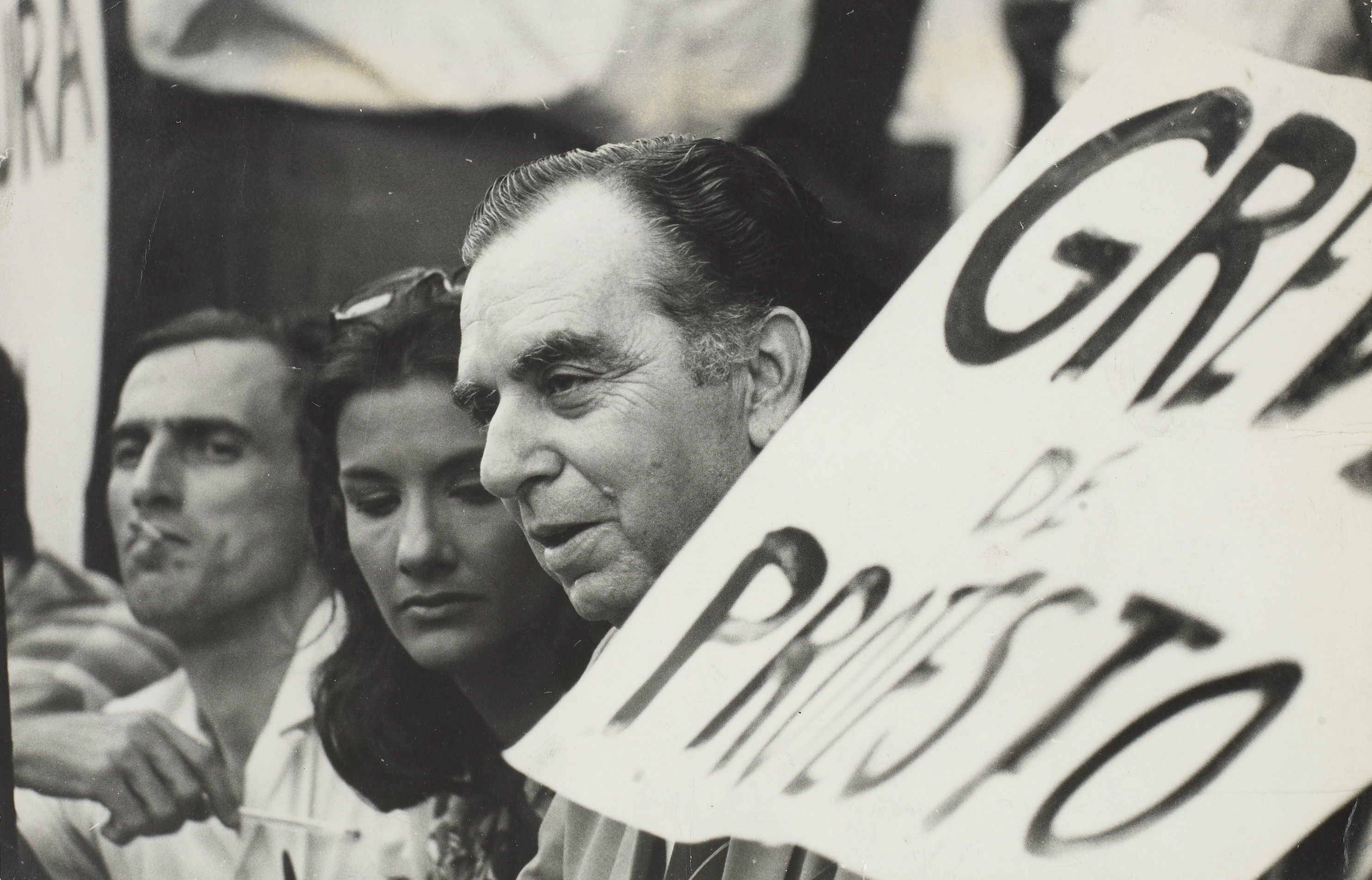
Nelson Rodrigues en la protesta Cultura contra Censura de 1968.

Dos protestas contra la dictadura militar precipitaron el AI-5: la protesta Cultura contra Censura contra la prohibición de 8 obras de teatro en febrero de 1968 y la Marcha de los cien mil en junio de ese año.
El 13 de diciembre de 1968 se promulgó el Acta Institucional Número Cinco en nombre del «auténtico orden democrático [...] (y) el combate a la subversión y a las ideologías contrarias a las tradiciones de nuestro pueblo», creando las condiciones para que la divulgación de información, la manifestación de opiniones y la producción cultural y artística fueron objeto de censura.
La muerte del periodista Vladimir Herzog en 1975 se considera un punto de inflexión en el proceso de redemocratización de Brasil. El régimen militar promulgó una narrativa de que Herzog se había suicidado, pero las pruebas indicaron que el suicidio había sido un montaje, lo que provocó protestas públicas contra el gobierno militar y sus métodos para encubrir la tortura, incluida una huelga de una semana de 30.000 estudiantes y profesores universitarios.

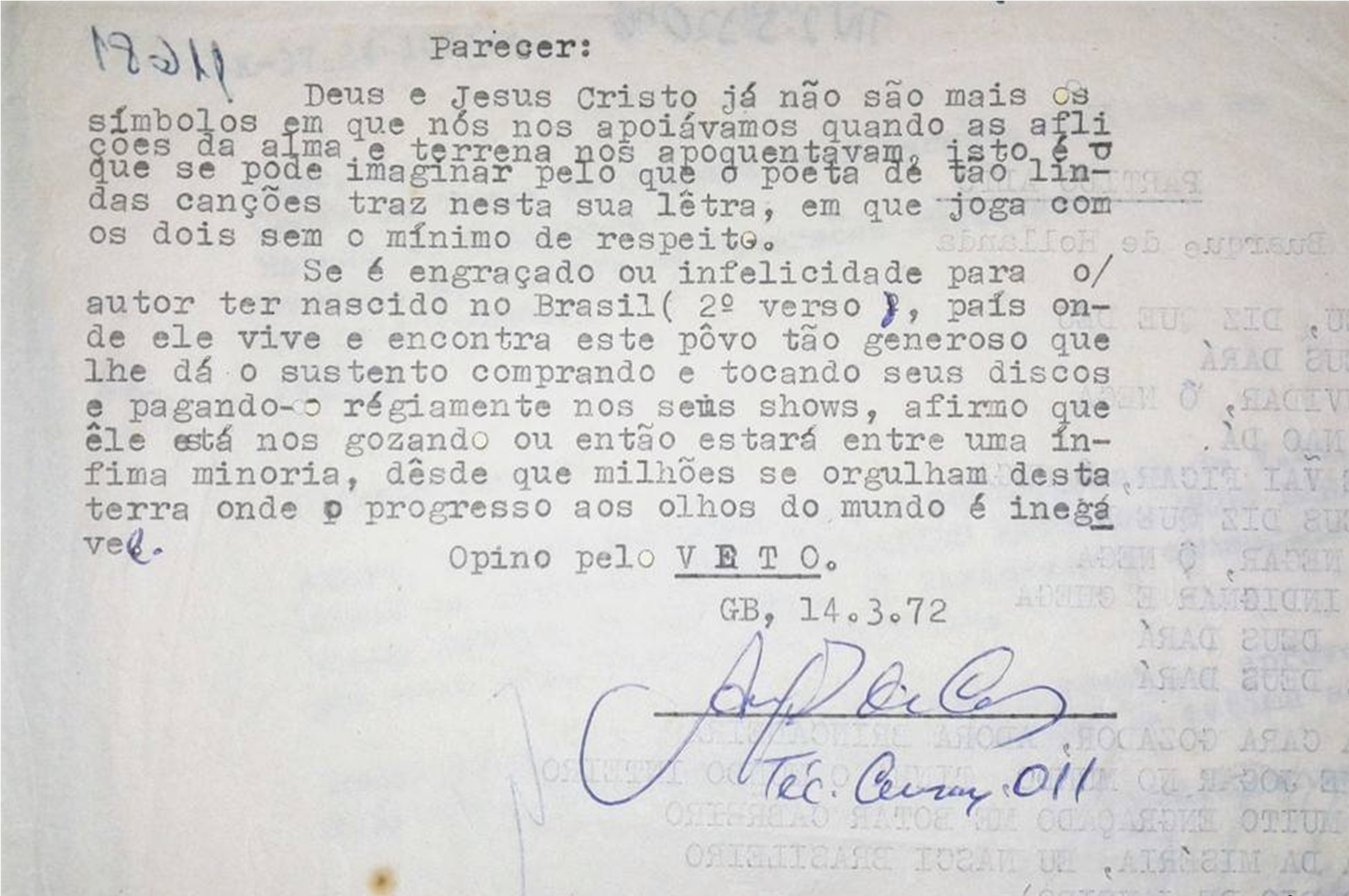
Opinión de la censura recomendando la prohibición de la canción de Chico Buarque «Partido Alto» en 1972.

El Manifesto dos Intelectuais ('Manifiesto de los Intelectuales') de enero de 1977 encabezado por Lygia Fagundes Telles, con más de mil firmas contra la dictadura, fue entregada al Ministerio de Justicia en Brasilia y rompió el ímpetu de la censura.
El 13 de octubre de 1978, la Enmienda Constitucional Número 11 revocó el AI-5, a partir del 1 de enero de 1979. Zuenir Ventura estima que en la década de vigencia del AI-5 se censuraron aproximadamente 500 películas, 450 obras de teatro, 200 libros, decenas de programas de radio, 100 revistas, más de 500 letras de canciones y una decena de títulos y pilotos de telenovelas.

## Casos notables
Caetano Veloso y Gilberto Gil fueron detenidos el 27 de diciembre de 1968, días después del anuncio del AI-5, bajo la falsa acusación de haber realizado una parodia del Himno nacional del Brasil al son de «Tropicália» en el club Sucata de Río de Janeiro. Se unieron a una serie de artistas brasileños que vivieron en el exilio durante la dictadura militar.

## Resistencia
Algunos artistas respondieron al clima de censura y represión disfrazando hábilmente mensajes subversivos en sus obras. Ejemplos notables incluyen «Pra Não Dizer que Não Falei das Flores» de 1968 de Geraldo Vandré así como «Apesar de Você» de 1970 y «Cálice» de 1973 de Chico Buarque.
Algunos periódicos adoptaron estrategias —como la impresión de extractos de Los lusiadas del siglo XVI de Luís de Camões o recetas de pasteles que pedían 1 kilogramo de sal— para indicar a los lectores que el contenido de esas secciones había sido censurado. Tanto material fue censurado de O Estado de S. Paulo entre diciembre de 1969 y enero de 1975 que imprimió dos veces la totalidad de los 8116 versos de Las lusiadas.